# Creighton (Saskatchewan)
Pour les articles homonymes, voir Creighton.
Creighton est une ville de la Saskatchewan au Canada, située à la frontière avec le Manitoba.
Elle doit son nom à Thomas Creighton (en) (1874-1949), un chercheur d'or.
En 2016, sa population était de 1 402 habitants.